# 경기상운
경기상운(京畿商運)은 KD운송그룹 계열의 대한민국 경기도 하남시의 시내버스 회사이다.

## 역사
- 2000년 5월: 용일여객에서 하남영업소를 분리 대신여객으로 설립
- 2005년: 경영난으로 선진그룹 버스사업부문에 인수되 사명이 대신여객에서 선진여객으로 변경
- 2010년 1월 1일: 선진그룹 버스사업부문에서 KD운송그룹 자회사로 편입되면서 사명이 선진여객에서 경기상운으로 변경
- 2011년 2월 1일: 선진그룹 버스사업부문에서는 경기도 하남시의 시내버스 업체인 하남시내버스를 KD운송그룹에 매각하여 하남시내버스를 흡수
- 2015년 5월 27일: 직행좌석버스 9302번 노선 신설
- 2016년 9월 20일: 직행좌석버스 9303번 노선 신설
- 2017년 2월 6일: 도시형버스 33번 노선 신설
- 2017년 11월 7일: 도시형버스 87번 노선 신설
- 2017년 12월 27일: 직행좌석버스 3000번 노선 신설
- 2018년 1월 22일: 2층버스로 운행하는 직행좌석버스 9303-1번 노선 신설
- 2018년 4월 20일: 직행좌석버스 9304번 노선 신설

## 현황
2021년 1월 기준이다.
| 운행업체      | 보유 노선수 | 보유 노선수 | 보유 노선수 | 보유 노선수 | 보유 노선수 | 등록 대수 | 등록 대수 | 등록 대수 | 등록 대수 | 등록 대수 |
| ------------- | ----------- | ----------- | ----------- | ----------- | ----------- | --------- | --------- | --------- | --------- | --------- |
| 운행업체      | 노선 합계   | 광역급행    | 직행좌석    | 일반좌석    | 시내일반    | 대수 합계 | 광역급행  | 직행좌석  | 일반좌석  | 시내일반  |
| 경기상운 (KD) | 19          | -           | 6           | -           | 13          | 244       | -         | 62        | -         | 182       |

## 운행 노선

### 도시형버스
- ● 30번: 하남공영차고지 ↔ 상산곡동 ↔ 검단산 입구 ↔ 신장시장 ↔ 황산 ↔ 명일역 ↔ 구천면로 ↔ 천호역 ↔ 강동구청역 ↔ 방이동 ↔ 몽촌토성역 ↔ 석촌역 ↔ 송파역 ↔ 가락시장역 ↔ 문정역 ↔ 장지역 ↔ 복정역 ↔ 가천대역 ↔ 태평역 ↔ 모란역 ↔ 수진역 ↔ 신흥역 ↔ 단대오거리역 ↔ 남한산성입구역 ↔ 남한산성 입구
- ● 30-3번: 하남공영차고지 ↔ 상산곡동 ↔ 검단산 입구 ↔ 하남시청 ↔ 황산 ↔ 강동역 ↔ 천호역 ↔ 강동구청역 ↔ 몽촌토성역 ↔ 잠실나루역 ↔ 잠실역
- ● 30-5번: 하남 BRT 환승센터 ↔ 하남시청 ↔ 하남서부초등학교 ↔ 동북고등학교 ↔ 보성고등학교 ↔ 올림픽공원역 ↔ 올림픽공원 ↔ 몽촌토성역 ↔ 잠실나루역 ↔ 잠실역 <구 하남시내버스 노선>
- ● 31번: 감일스윗시티1단지 ↔ 감일스윗시티12단지 ↔ 하남시 스타필드시티 ↔ 위례센트럴푸르지오 ↔ 장지역 ↔ 송파역 ↔ 잠실광역환승센터 (2020년 12월 24일 노선연장)
- ● 33번: 감이동(감일교차로) ↔ 감일한라비발디 ↔ 감일동행정복지센터 ↔ 단샘초교 ↔ 거여역 ↔ 한서교통종점 ↔ 위례포엘리움 ↔ 힐스테이트센트럴위례 ↔ 위례포레자이 ↔ 한서교통종점 ↔ 위례호반써밋.힐스테이트센트럴위례 (2021년 9월 21일 노선신설)
- ● 35번: 감일스윗시티12단지 ↔ 포웰시티B6블록 ↔ 감일스윗시티B4블록 ↔ 원호주택.도로공사 ↔ 배다리.서하남IC ↔ 동북고.둔촌오륜역 ↔ 보성중고 ↔ 올림픽공원역 ↔ 잠실역 <2019년 6월 29일 신설>
- ● 36번: 하남 북위례 ↔ 장지터널 ↔ 가락시장역 <2023년 6월 26일 신설>[2]
- ● 38번: 하남공영차고지 ↔ 상산곡동 ↔ 검단산 입구 ↔ 신장시장 ↔ 황산 ↔ 중앙보훈병원역 ↔ 위례신도시 ↔ 복정역 <구 30-1번, 2020년 2월 3일 노선 번호와 노선 변경>
- ● 81번: 하남 BRT 환승센터 ↔ 스타필드 하남 ↔ 창우초등학교 ↔ 하남시청 ↔ 하남우체국 ↔ 코스트코 하남점 ↔ 미사지구 ↔ 상일동역 ↔ 강동경희대병원 <2014년 12월 29일 신설, 2019년 4월 29일 노선 변경>
- ● 83번: 하남 BRT 환승센터 ↔ 스타필드 하남 ↔ 새뜰마을3단지 정문 ↔ 하남풍산역 ↔ 미사역 ↔ 미사강변중학교 ↔ 은가람중학교 <2014년 7월 23일 신설, 2020년 8월 8일 노선 변경>
- ● 87번: 하남 BRT 환승센터 ↔ 스타필드 하남 ↔ 하남문화회관 ↔ 풍산아이파크 ↔ 풍산초등학교 ↔ 미사강변도시 ↔ 상일초등학교 ↔ 보훈병원 ↔ 방이역 ↔ 가락시장역 ↔ 수서역 <2017년 11월 7일 신설>
- ● 89번: 하남종합운동장 - 미사고등학교 - 미사강변9단지 - 미사강변리버스위트칸타빌 - 미사12.13단지.구산성지 - 미사파출소 - 아이테코 - 황산사거리 - 상일초등학교 - 초이동 - 중앙보훈병원역 - 오금동사거리 - 오금역 (2019년 9월 2일 신설)
- ● 112-5번: 미사리조정경기장 ↔ 하남종합운동장 ↔ 코스트코 ↔ 한솔리치빌 ↔ 덕풍시장 ↔ 황산 ↔ 강동역 ↔ 천호역 ↔ 풍납동극동아파트 ↔ 서울아산병원 <이 노선은 방계회사인 대원고속에서 이관 받은 노선이다.> <30-2번과 통합하였다.>
- ● 배알미-01번: 하남 BRT 환승센터 ↔ 스타필드 하남 ↔ 검단산입구, 애니고 ↔ 엣골토성앞 ↔ 윗배알미 (2020년 8월 3일 신설)
- ● 초이-01번: 초광산단동로 ↔ 송림마을 ↔ 사래기 ↔지지미 ↔고덕리엔파크 3단지 ↔ 상일동역 (2020년 11월 9일 신설)

### 직행좌석버스
- ● 3000번: 하남종합운동장.국민체육센터 ↔ 미사고등학교 ↔ 미사강변도시 ↔ 황산 ↔ 수도권제1순환고속도로 ↔ 가천대학교 ↔ 성남톨게이트 ↔ 성남시청 ↔ 야탑역.종합버스터미널 ↔ 판교테크노밸리 <2017년 12월 27일 신설>
- ● 9202번: 하남공영차고지 ↔ 상산곡동 ↔ 감일스윗시티1단지 ↔ 감일스윗시티12단지 ↔ 위례스타필드 ↔ 위례호반베르디움 ↔ 창곡동 ↔ 세곡동 ↔ 양재꽃시장 ↔ 양재역 ↔ 강남역 ↔ 신사역 ↔ 학동역 <2020년 1월 23일 시내버스에서 직행좌석버스로 형간전환, 2020년 12월 24일 노선연장, 구 33번>
- ● 9302번: 하남 BRT 환승센터 ↔ 스타필드 하남 ↔ 하남문화회관 ↔ 풍산아이파크 ↔ 풍산초등학교 ↔ 미사강변도시 ↔ 선동 나들목 ↔ 미사대로 ↔ 올림픽대로 ↔ 잠실광역환승센터 <2015년 5월 27일 신설>
- ● 9303번: 하남 BRT 환승센터 ↔ 스타필드 하남 ↔ 유니온타워 ↔ 풍산아이파크 ↔ 풍산초등학교 ↔ 미사강변도시 ↔ 선동교차로 ↔ 올림픽대로 무정차 ↔ 잠실역 ↔ 종합운동장역 ↔ 삼성역 ↔ 선릉역 ↔ 강남역 ↔ 신논현역 <2016년 9월 20일 신설>
- ● 9303-1번: 하남 BRT 환승센터 ↔ 스타필드 하남 ↔ 풍산지구 ↔ 아이데코 ↔ 미사강변도시27단지 ↔ 황산사거리 ↔ 미사강변도시 21.23단지 ↔ 미사강변도시 19.30단지 ↔ 미사강변도시 3.6단지 ↔ 올림픽대로 무정차 ↔ 잠실역 (2층버스 운행) <2018년 1월 22일 신설>
- ● 9304번: 하남 BRT 환승센터 ↔ 하남시청 ↔ 온천마을 ↔ 하남종합운동장 ↔ 미사강변도시 7.8단지 ↔ 선동 나들목 ↔ 광나루역 ↔ 강변역 (D번홈에 정차)<2018년 4월 20일 신설, 2018년 8월 13일부터 광나루역 경유>

### 폐지된 노선

#### 도시형버스
- ● 8번: 스타필드하남 ↔ 하남시청 (출퇴근용. 2016년 12월 9일 82번으로 변경)
- ● 9번: 망월동 ↔ 하남고등학교 ↔ 황산 ↔ 신장시장 ↔ 배알미동
- ● 30-1번: 하남공영차고지 ↔ 상산곡동 ↔ 검단산 입구 ↔ 신장시장 ↔ 황산 ↔ 명일역 ↔ 구천면로 ↔ 천호역 ↔ 강동구청역 ↔ 몽촌토성역 ↔ 잠실역 ↔ 석촌역 ↔ 송파역 ↔ 가락시장역 ↔ 문정역 ↔ 장지역 ↔ 복정역 ↔ 가천대역 ↔ 태평역 ↔ 모란역 ↔ 태평역 ↔ 단대오거리역 ↔ 남한산성입구역 ↔ 남한산성 입구 <2020년 2월 3일부터 번호를 38번으로 변경하고 위례신도시 경유로 노선을 변경했다.>
- ● 30-2번: 한솔리치빌 ↔ 신장시장 ↔ 황산 ↔ 강동역 ↔ 천호역 <112-5번과 통합>
- ● 33번: 위례동 주민센터 ↔ 위례중학교 ↔ 위례아파트단지 ↔ 창곡동 ↔ 세곡동 ↔ 양재꽃시장 ↔ 양재역 ↔ 강남역 ↔ 신사역 ↔ 학동역 <2020년 1월 20일부터 직행좌석버스로 형간전환 및 노선번호변경>
- ● 80번: 한솔리치빌 ↔ 풍산아이파크 ↔ 미사동 입구 ↔ 미사리 <구 하남시내버스 노선>
- ● 81번: 천현동주민센터 ↔ 창우초등학교 ↔ 하남시청 ↔ 장지마을 ↔ 가나안농군학교 ↔ 상일동역 ↔ 강동경희대병원 <구 하남시내버스 노선, 이전에 배알미동 팔당댐에서 출발하던 노선이었다. 2014년 12월 비슷한 노선으로 재개통하였으나, 2015년 5월 노선 변경 이후로 이전의 모습을 찾을 수 없게 되었다.>
- ● 구 82번: 한솔리치빌 ↔ 벽산아파트 ↔ 미사동 입구 ↔ 미사리
- ● 82번: 스타필드하남 ↔ 하남시청 ↔ 한솔리치빌 <2016년 12월 9일 8번 노선 연장, 2018년 2월 26일 폐지>
- ● 85번: 하남 BRT 환승센터 ↔ 창우초등학교 ↔ 하남시청 ↔ 덕풍시장 ↔ 황산 ↔ 초이동 ↔ 배다리 <2018년 12월 1일 재운행했으나 2020년 2월 3일부터 폐선>
- ● 88번: 팔당역 ↔ 팔당대교 ↔ 검단산 입구 ↔ 하남시청 ↔ 풍산지구 ↔ 황산 ↔ 강동역 ↔ 천호역 ↔ 강동구청역 ↔ 몽촌토성역 ↔ 잠실나루역 ↔ 잠실역
- ● 88-1번: 검단산 입구 ↔ 하남시청 ↔ 풍산지구 ↔ 황산 ↔ 강동역 ↔ 천호역 ↔ 강동구청역 ↔ 몽촌토성역 ↔ 잠실나루역 ↔ 잠실역
- ● 112-2번: 도곡리 ↔ 도심역 ↔ 덕소역 ↔ 팔당역 ↔ 팔당대교 ↔ 검단산 입구 ↔ 하남시청 ↔ 풍산지구 ↔ 황산 ↔ 강동역 ↔ 천호역 ↔ 강동구청역 ↔ 올림픽대교 ↔ 강변역 (동서울종합버스터미널)

## 주요 차량
자일대우버스
- 자일대우 NEW BS090
- 자일대우 NEW BS106
- 자일대우 NEW BS110
- 자일대우 FXⅡ116 크루징 애로우
- 자일대우 FX116 하모니

현대자동차
- 현대 뉴 카운티
- 현대 카운티 뉴 브리즈
- 현대 일렉시티
- 현대 뉴 프리미엄 유니버스 프라임

CHTC 킨윈
- CHTC 에픽시티 EV

볼보버스
- 볼보 B8RLE

## 사진

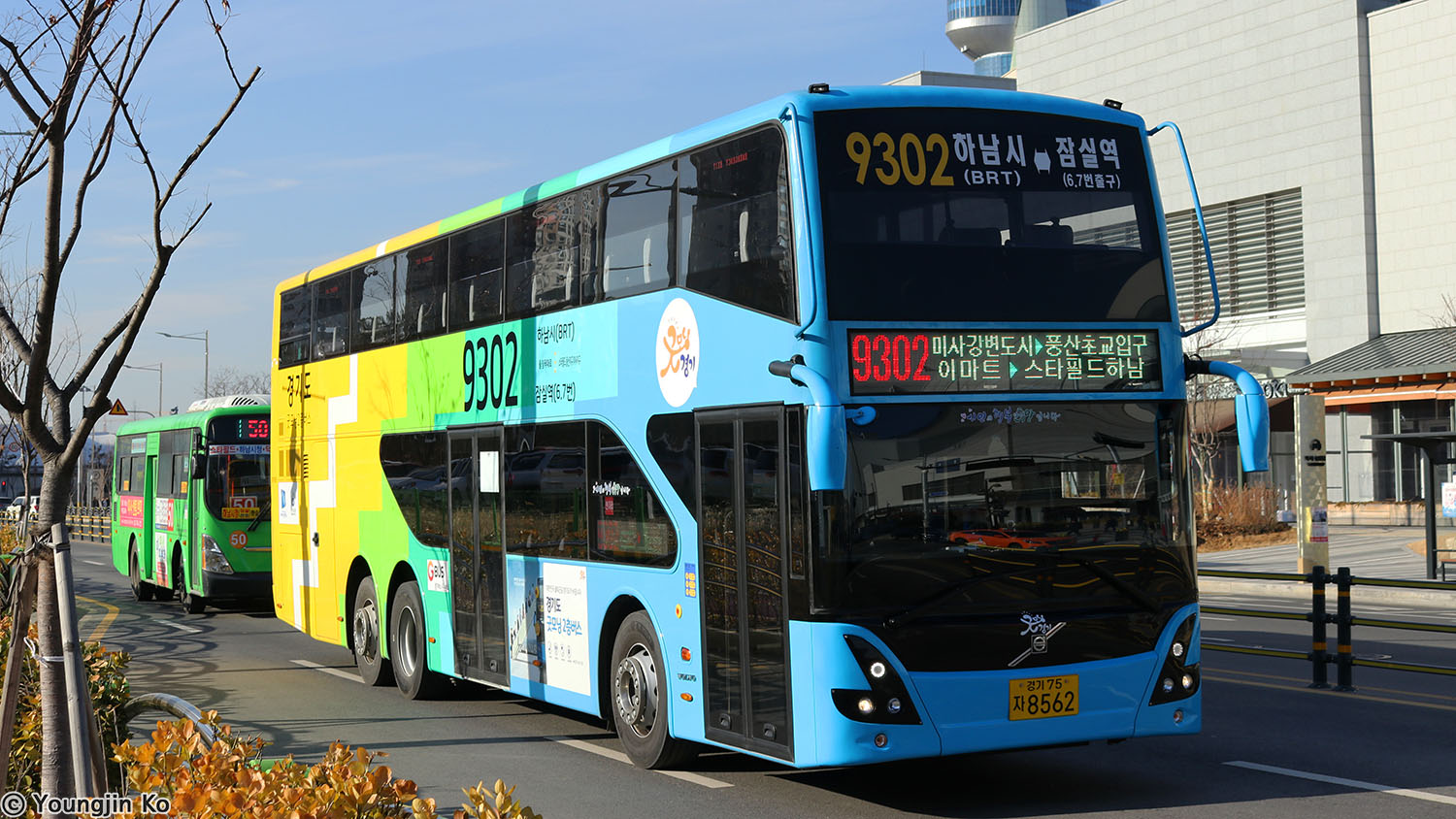
하남시내버스 9302번 (2층버스)
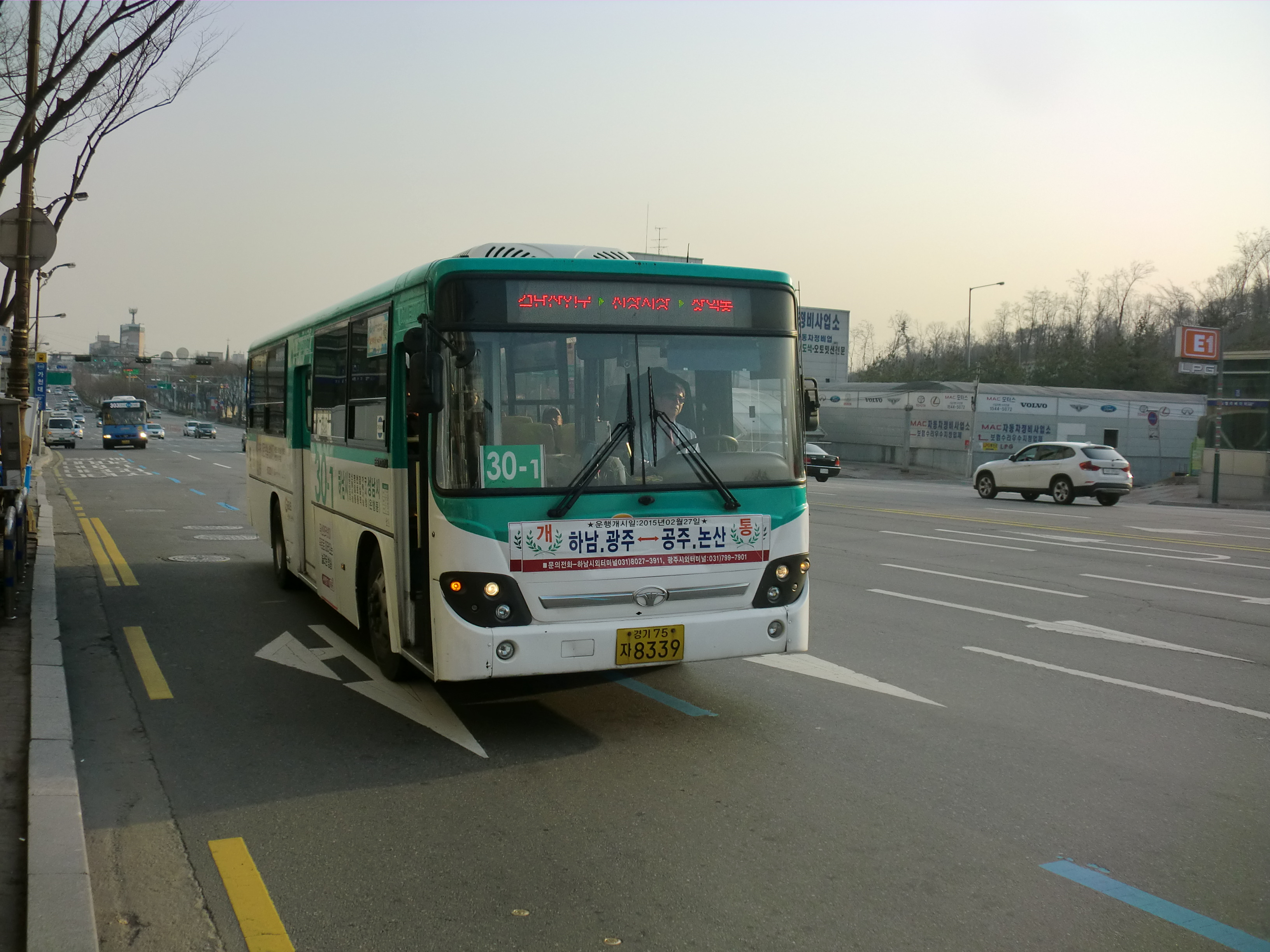
하남시내버스 30-1번
하남시내버스 30-1번
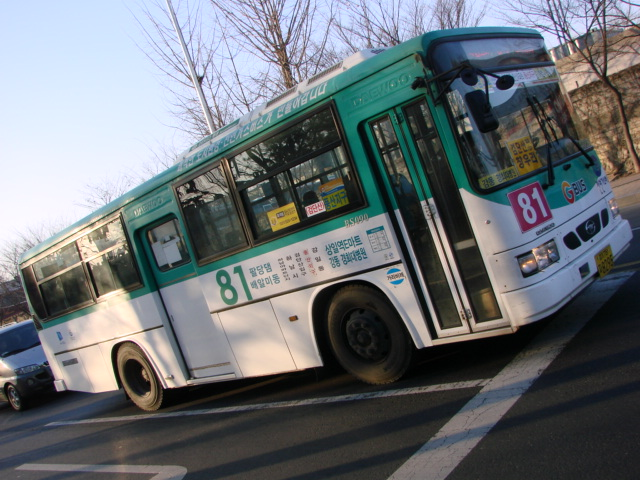
하남시내버스 81번

## 같이 보기
- KD운송그룹